# Witalij Łysycki
Witalij Serhijowycz Łysycki, ukr. Віталій Сергійович Лисицький (ur. 16 kwietnia 1982 w Switłowodsku w obwodzie kirowohradzkim, Ukraińska SRR) – ukraiński piłkarz grający na pozycji obrońcy lub pomocnika, reprezentant Ukrainy.

## Kariera piłkarska

### Kariera klubowa
Wychowanek DJuSSz w Switłowodsku (pierwszy trener jego ojciec Serhij Łysycki) oraz DJuSSz Dynamo Kijów (trenerzy: Wiktor Kaszczej i Ołeksandr Łysenko). Występował w trzeciej, a potem w drugiej drużynie Dynama. 1 listopada 2000 debiutował w podstawowym składzie Dynama w wygranym 1:0 meczu z Metalistem Charków. W połowie sezonu 2002/03 został wypożyczony do Czornomorca Odessa. W styczniu 2004 zaproszony do Dnipra Dniepropetrowsk, a w rundzie wiosennej 2007/08 do końca roku został wypożyczony do Krywbasa Krzywy Róg. W 2010 ponownie został wypożyczony do Krywbasa Krzywy Róg. 1 marca 2012 podpisał z Krywbasem 3-letni kontrakt. 28 czerwca 2013 roku przeszedł do Howerły Użhorod. 8 lipca 2014 za obopólną zgodą kontrakt został anulowany, a już 24 lipca podpisał nowy kontrakt z Metałurhiem Zaporoże. 26 lutego 2016 przeszedł do Kołosu Kowaliwka.

## Kariera reprezentacyjna
14 lutego 2001 roku debiutował w narodowej reprezentacji Ukrainy w zremisowanym 0:0 meczu towarzyskim z Gruzją. Łącznie rozegrał 5 gier reprezentacyjnych. Wcześniej występował w juniorskiej reprezentacji Ukrainy.

## Sukcesy i odznaczenia

### Sukcesy klubowe
- mistrz Ukrainy: 2000
- finalista Pucharu Ukrainy: 2002

### Sukcesy reprezentacyjne
- wicemistrz Europy U-19: 2000